# Euchromia ganymede
Euchromia ganymede är en fjärilsart som beskrevs av Doubleday 1846. Euchromia ganymede ingår i släktet Euchromia och familjen björnspinnare. Inga underarter finns listade i Catalogue of Life.